# 필수
필수(畢宿)는 이십팔수의 하나이다.
서방백호의 7수(宿) 중 다섯 번째이다.
황소자리에서 'Y'자 형태의 황소 머리 부분에 해당된다.

## 필수에 속한 별자리
필수에 속한 별자리들은 다음과 같다.
| 별자리   | 한자     | 별 개수 | 위치             | 의미                                    |
| -------- | -------- | ------- | ---------------- | --------------------------------------- |
| 필       | 畢       | 8       | 황소자리         | 백호의 몸                               |
| 부이     | 附耳     | 1       | 황소자리         | 황제의 호위                             |
| 천가     | 天街     | 2       |                  | 일월오성(日月五星)이 지나는 하늘의 도로 |
| 천절     | 天節     | 8       |                  | 금, 옥, 구리, 나무로 만드는 부적        |
| 제왕     | 諸王     | 6       |                  | 황실의 조카손자                         |
| 천고     | 天高     | 4       |                  | 천문대                                  |
| 구주주구 | 九州殊口 | 9       |                  | 번역을 담당하는 관원                    |
| 오거     | 五車     | 5       | 마차부, 황소자리 | 오제(五帝)가 타는 다섯 수레             |
| 주       | 柱       | 3 x3    | 마차부자리       | 오거에서 말을 연결하는 장치             |
| 천황     | 天潢     | 5       | 마차부자리       | 은하수의 다리                           |
| 함지     | 咸池     | 3       | 마차부자리       | 전설상 태양이 쉬는 곳                   |
| 천관     | 天關     | 1       |                  | 일월오성(日月五星)이 지나는 문          |
| 삼기     | 參旗     | 9       | 오리온자리       | 삼수의 기                               |
| 구유     | 九斿     | 9       | 에리다누스자리   | 황제의 군기                             |
| 천원     | 天園     | 14      | 에리다누스자리   | 식물, 오곡백과가 풍성한 지역            |

## 참고 문헌
- 이순지, 《천문류초》, 조선 초기
- 구담실달, 《개원점경》, 당나라 중기
- 남병길, 《성경》, 조선 후기
- 박창범, 《하늘에 새긴 우리역사》, 김영사, 2002